# قیزقلعه (ساوه)
قیزقلعه یک روستا در ایران است که در دهستان نورعلی بیک شهرستان ساوه واقع شده‌است. قیزقلعه ۲۳ نفر جمعیت دارد.

## جمعیت
این روستا در بخش مرکزی شهرستان ساوه قرار دارد و براساس سرشماری مرکز آمار ایران در سال ۱۳۸۵، جمعیت آن ۲۳ نفر (۵ خانوار) بوده‌است.